# アトラスにじゅういち
株式会社アトラスにじゅういちは、日本のアダルトビデオメーカー。本社は東京都新宿区西早稲田3-20-6。

## 概要
ビデ倫系アダルトビデオメーカーの一つ。旧名称は株式会社ステラで、1980年代初期よりAV制作を手がけてきた株式会社ビップ（旧・VIPエンタープライズ）の子会社だったが、1994年にビップの業務を継承したことから、一般にはビップの後継レーベルと位置づけられている。
「ビップ」、及び1999年に再興された新「ビップ」（株式会社ビジュアルインフォメーションプロダクツ）についても本項で詳述する。

## 沿革
サブカル本からビニ本に至るまでを手がけていた明石賢生率いる群雄社出版と、鈴木清順による映像作品などの制作で知られる荒戸源次郎率いるシネマプラセットによって、1981年6月にVIPエンタープライズが創業。初代社長の近藤十四郎によれば、社名は荒戸が訪れたトルコ風呂（=ソープランド）の店名に由来するという。
同年には最初の作品となる4巻シリーズの無審査ビデオ「女子便所」を制作、通信販売したが、一般的には翌1982年1月に発売されたビデ倫審査ビデオ、「監禁・48時間の裸体」と「死虐の室（へや）」が第1回リリース作品とされる。このうち「死虐の室」は、本物のM女である宮原加代子を起用したSM作品で、従来のSMものとは一線を画した過激な描写が知られる。この2作を含む「VIPマニアクス・シリーズ」と名づけられた初期作品には、スカトロもののビニ本で知られた群雄社の系列会社らしく、必ず排泄シーンが挿入されており、初期のVIPはスカトロAVメーカーとして認知されていた。
1982年秋には外部監督・スタッフを起用した文芸ポルノシリーズ、「VIPドラマティクス・シリーズ」のリリースを開始。「好色八犬伝」ではたこ八郎、「暴行病棟B-1　羅生門異聞」では「はみだし劇場」の外波山文明が出演している。また当時、芥川龍之介の幻の作品かと言われた「赤い帽子の女」が映画化されたのに対抗して、「VIP版 赤い帽子の女」なる作品を発売、話題を呼んだ。「セーラー服と機関銃」のヒットで売れっ子となっていた相米慎二も、このシリーズの「岩崎優子・禁じられたララバイ」で監督を務めている（相米は同社で水野きみこや早坂あきよの一般向けイメージ作品も制作）。
一方、文芸ものと並行して、現在の企画もののはしりとなる「VIPドキュメントシリーズ」「VIPビデオスクランブルシリーズ」を発売、中でも「アクションビデオ」と名づけられた一連の作品群は評判となり、「スカートの中身覗き撮り」などの作品が大ヒットした。また女の子にゲームをさせ、負けたら罰ゲームとして本番をさせるという「ローションプロレス・罰ゲームは本番!!」、「リンボーダンス・更衣室で本番!!」などの作品も話題を呼んだ。
1983年には群雄社出版の倒産を機に社名を株式会社ビップと改め、事実上のオーナーだった明石賢生が社長に就任した。この頃にはアダルトビデオメーカーの大手4社の1つに数えられるようになり、毎月のリリース本数も増えていった。と同時に、初期の同社を特徴づけていた過激な作品は次第に影を潜めていき、一般的な女優ものの作品が主流を占めるようになった。
1985年には1980年代を代表する人気女優の1人、永井陽子が「ねえ、抱きしめて」でデビュー。翌1986年にはダックスからデビューした松本かおりが小林ひとみと名を変え「禁じられた関係 ADULT LOVE」で本格デビューし、2作目の「燃えつきるまで」はレンタル主流の当時としては異例の1万本以上を売り上げる大ヒットを記録した。初期4作品をVIPからリリースした小林ひとみによって、女優路線は完全に定着し、以後、1987年には桂木麻也子や斉藤唯、1988年には松本まりな、1989年にはいとうしいなや小沢奈美といった人気AV女優が同社から次々とデビューする。1980年代末にかけては、企画作品においても、「JUICE」シリーズや「BIBLE」シリーズに代表される知名度のあるAV女優を起用したオムニバス風作品が主体となっていた。1990年代に入っても、1990年に桜樹ルイ、1992年には憂木瞳といった人気AV女優を世に送り出した。
1990年1月、明石賢生の兄である明石哲生が社長を務める子会社の株式会社ステラが発足（1989年3月に設立された株式会社フェイム出版を改称）。ステラは企画もの向けレーベルのGod（ゴッド）を抱える一方、女優単体ものも数多くリリースしていたことから、ビップとは作品傾向が重複する部分も多かった。
1994年5月にはステラが株式会社アトラスにじゅういちに改称し、ビップの業務についても大部分を継承するという大規模なレーベル再編が行われた（同年7月より移行）。単体ものの「ATLAS」（アトラス）、シリーズものの「OZ」（オズ）、企画ものの「SAURS」（ザウルス）の3レーベルが発足し、一時代を築いた「VIP」レーベルはこの時点で一旦幕を下ろした。この再編を機に、創業者の明石賢生は経営の一線から身を引き、その後1996年に死去。
アトラスにじゅういち発足後の代表的な作品には、美少女系女優によるコスプレものの「NEO出血大制服」シリーズ（ATLAS）、単体女優の生い立ちをドキュメントする「AVアイドル伝説」シリーズ（ATLAS）、単体女優が視聴者の家を訪問してソープテクニックを披露する「宅配ソープでございます」シリーズ（SAURS→ATLAS）、ステラ時代からの長寿シリーズとなったナンパ企画もの「沢木和也のナンパ帝国」シリーズ（SAURS）などがある。また専属女優、及び同社で多くの作品をリリースした女優としては、1990年代にはみなみありす、瞳リョウや可愛あずさ、2000年代にはひろせまなつ、進藤玲菜（=鈴木くるみ）、北川絵美&北川明花などがいる。
1990年代末以降、インディーズ市場の拡大により、本業のAV制作・販売においては苦戦を強いられており、2006年12月で新作のリリースを停止。過去の作品の再編集作品が北都（「ネオアトラス」レーベル）より発売されている。

## ビジュアルインフォメーションプロダクツ
1999年8月に設立された株式会社ビジュアルインフォメーションプロダクツによって、「VIP」レーベルが再興され、同年11月からリリースが開始された（第1回リリースは清水かおりの「ブラックホール」など2作品）。経営陣はアトラスにじゅういち、株式会社トライハートコーポレーション、株式会社メディアバンク（もしくは有限会社ディースリー）の役員や関係者で構成されている。単体系レーベルの「VIP」のほか、企画系レーベルの「Chao!!」「God」の各レーベルがこれまでに設けられている。メディアバンク、ディースリーと関係が深く、レンタル商品をVIPで、セル商品をメディアバンクやディースリーで担当するケースが多い。

## 主要新作レーベルと活動期間
ビップエンタープライズ～ビップ
- VIP（ビップ）　（1981～1994）
- SUCCESS（サクセス）　（1986～1988）
- GENIC（ジェニック）　（1988～1989）
- HUNTER/GOLD HUNTER（ハンター/ゴールドハンター）　（1992）
- ERECT（エレクト）　（1993～1994）

ステラ
- Stella（ステラ）　（1990～1994）
- God（ゴッド）　（1991～1994）
- Link（リンク）　（1993）

アトラスにじゅういち
- ATLAS（アトラス）　（1994～）
- SAURS（ザウルス）　（1994～）
- OZ（オズ）　（1994～1996）
- PARANOIA（パラノイア）　（1996）
- GAIA（ガイア）　（2000～）

ビジュアルインフォメーションプロダクツ
- VIP（ビップ）　（1999～）[3]
- God（ゴッド）　（2000～）[3]
- Chao!!（チャオ）　（2001～2003）
- Ribon（リボン）　（2004～）[4]
- インジャン　（2006～）